# Вимислівка
Ви́мислівка —  село в Україні, у Козівській селищній громаді, Тернопільського району Тернопільської області.  Розташоване в центрі району. До 2020-го підпорядковане Вибудівській сільраді. 
Населення — 234 особи (2003).

## Історія
Перша писемна згадка — 1760 рік у Візитаційних актах Львівської єпархії під назвою "Мислівка" (НМЛ, Книга Ркл-21, аркуш 128).
12 червня 2020 року, відповідно до розпорядження Кабінету Міністрів України № 724-р «Про визначення адміністративних центрів та затвердження територій територіальних громад Тернопільської області» увійшло до складу Козівської селищної громади.
19 липня 2020 року, в результаті адміністративно-територіальної реформи та ліквідації Козівського району, село увійшло до складу Тернопільського району.

## Населення
Місцева говірка належить до наддністрянського говору південно-західного наріччя української мови.

### Мова
Розподіл населення за рідною мовою за даними перепису 2001 року:
| Мова       | Кількість | Відсоток |
| ---------- | --------- | -------- |
| українська | 240       | 100%     |

## Пам'ятки
Є церква святого Володимира Великого [Архівовано 15 липня 2013 у Wayback Machine.] (1990; дерев'яна).

## Пам'ятники
Насипано могилу та споруджено пам'ятник полеглим за волю України (1990).

## Соціальна сфера
Діє бібліотека.

## Відомі люди

### Народилися
- доктор медичних наук В. Подусовський
- В. Прокопів
- кандидат медичних наук  Томків В. М.

## Галерея

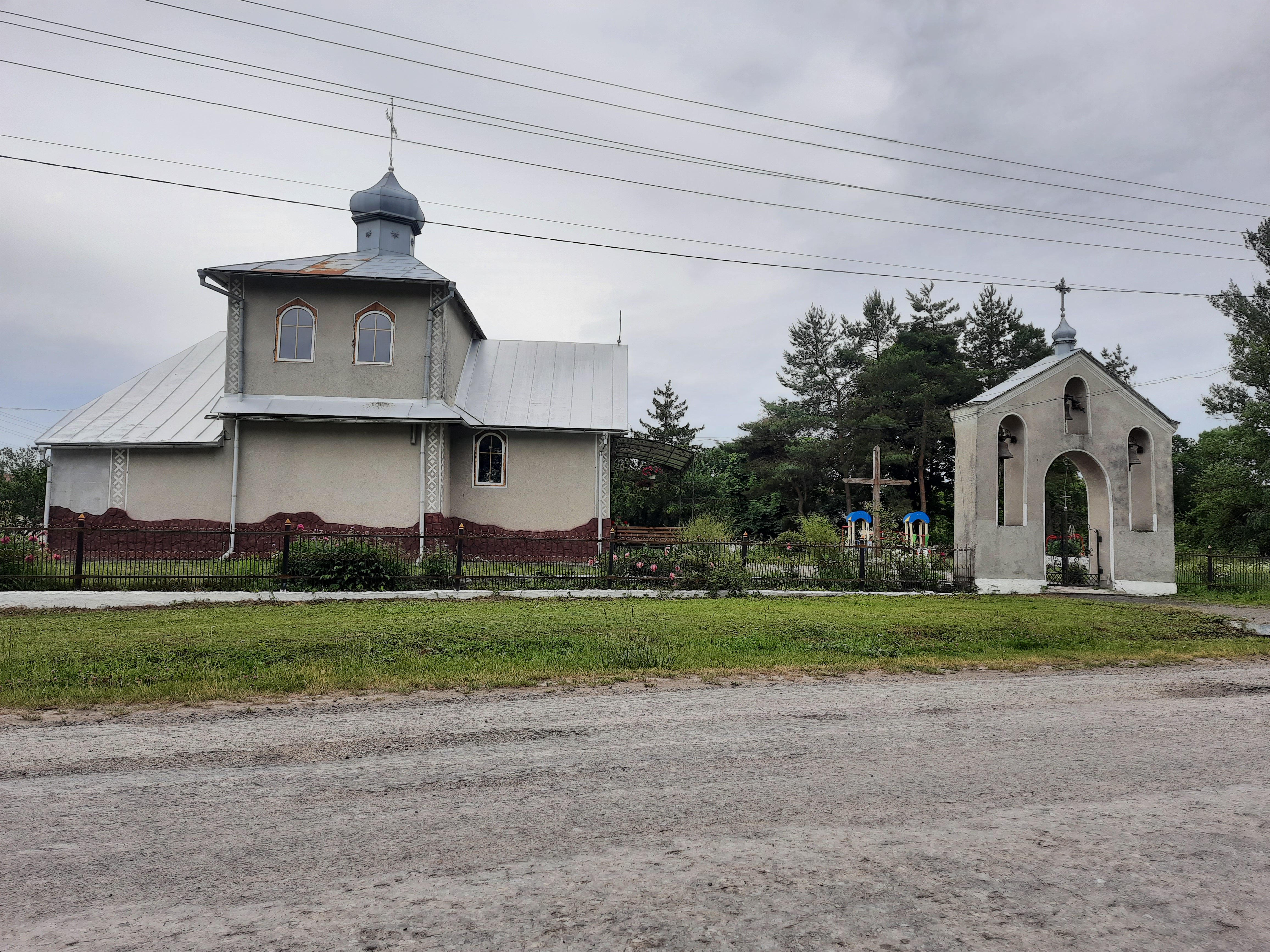
Церква Святого Володимира Великого
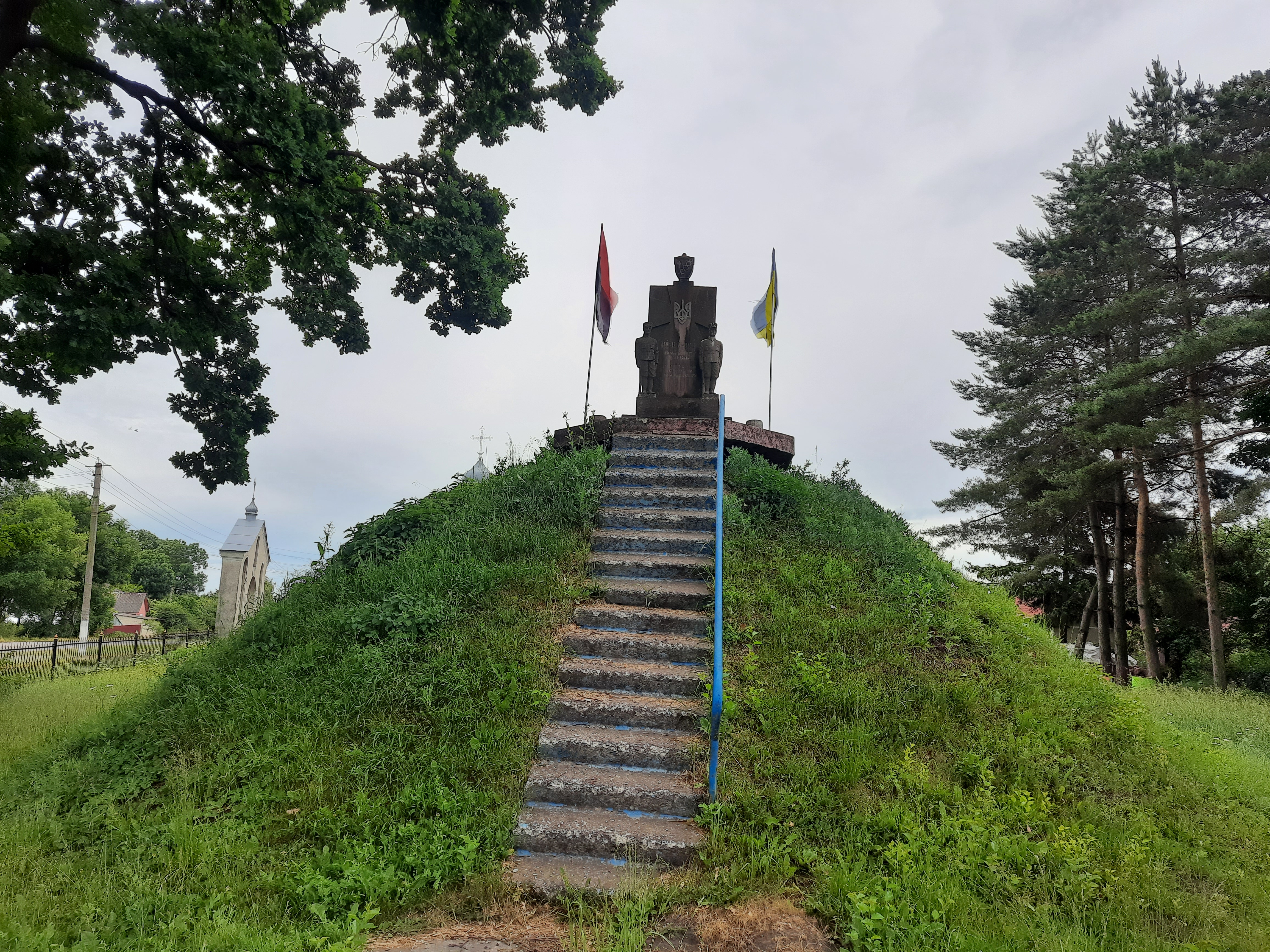
Символічна могила борцям за волю України
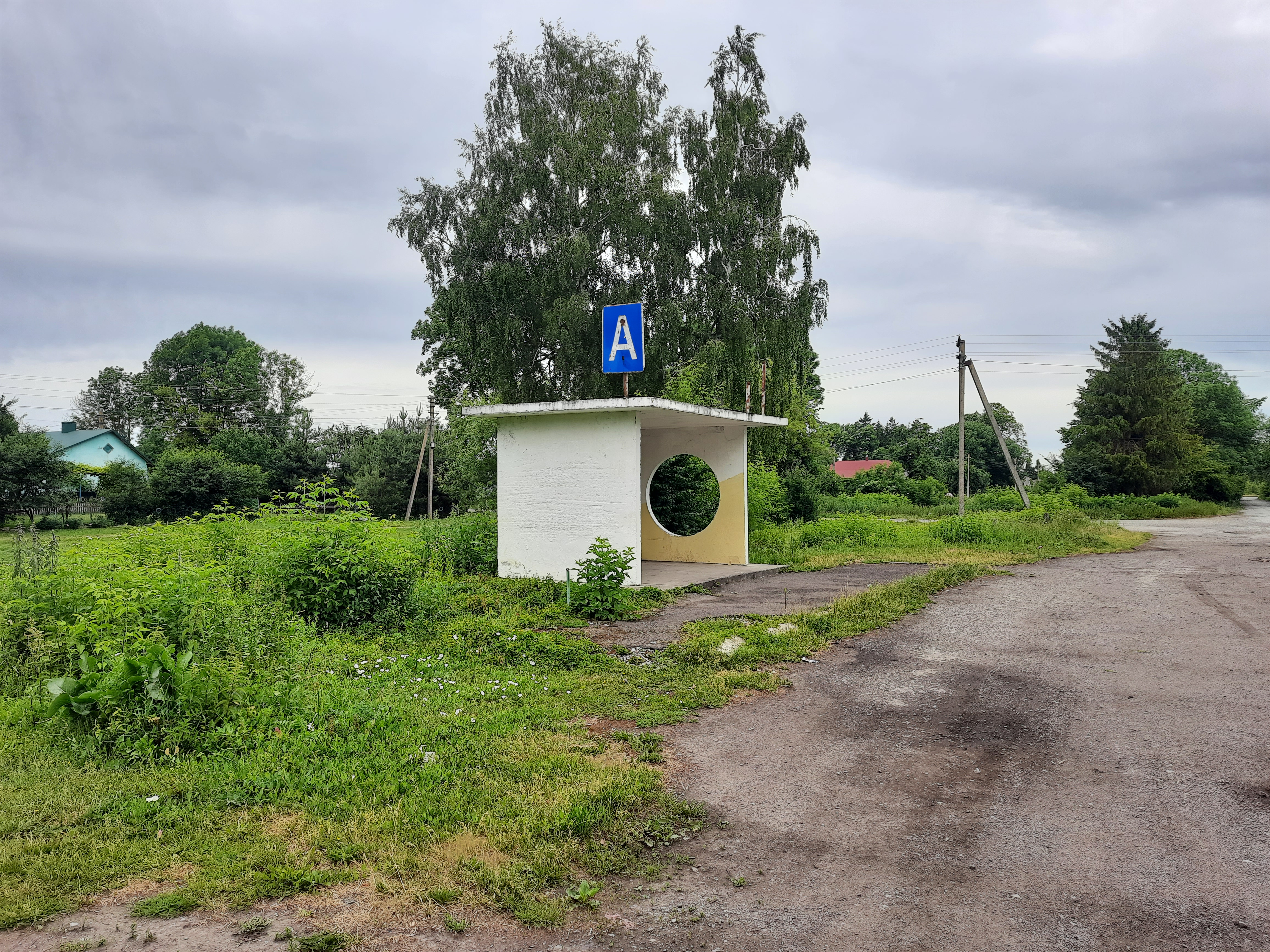
Автобусна зупинка